# Cserszkij-hegylánc
A Cserszkij-hegylánc (oroszul хребет Черского [hrebet Cserszkovo]) hegységrendszer Oroszország ázsiai részén, Északkelet-Szibériában, a Verhojanszki-hegylánctól keletre. Közigazgatásilag legnagyobb része Jakutföldhöz, déli része a Magadani területhez tartozik.
Szibéria 19. századi kutatójáról, I. Gy. Cserszkijről nevezték el. Nagyjából párhuzamosan futó hegyláncok sorából áll, részben emiatt Cserszkij-felföldnek (нагорье Черского) is nevezik.

## Elhelyezkedése, részei
A Cserszkij-hegylánc északnyugat–délkeleti irányban kb. 1500 km hosszan elterülő, javarészt középhegységekből álló hegységrendszer. Északon a Jana alsó folyásától délkeleten a Kolima felső folyásáig terjed. Nyugati részén, a Jana és az Ingyigirka között 2000 m-nél jóval magasabb hegységek sorakoznak (Tasz-Hajatah-hegység, Csemalginszkij-hegység, Borong-hegység, stb.). Délkeleti részének legmagasabbra nyúló hegysége az Ulahan-Csisztaj, itt van Jakutföld és egész Északkelet-Szibéria legmagasabb pontja, a Győzelem-csúcs (Pobeda) (3003 m; korábbi, de elavult források szerint 3147 m).
Nyugaton, délnyugaton a Jana–Ojmjakon-felföld határolja, a keleti határról azonban megoszlanak a vélemények. Az egyik vélemény szerint keleten a Moma–Szelennyah-medence jelenti a határt. (Az így felfogott hegységrendszert Obrucsev-láncnak is nevezik.) A másik vélemény a hegységrendszer részének tekinti magát a Moma–Szelennyah-medencét és az attól keletre fekvő egyes hegységeket is. Eszerint tehát a Cserszkij-hegylánc (vagy Cserszkij-felföld) két nagy párhuzamos láncból áll, melyeket a medence választ el: a nyugati az Obrucsev-lánc, a keleti a Bilibin-lánc; az utóbbit az északi Szelennyah-hegység és az attól délkelet felé hosszan elnyúló Moma-hegység alkotja.

## Éghajlata
Az éghajlat zord, szélsőségesen kontinentális. Idáig már nem jutnak el a nyugatról csapadékot szállító enyhébb légtömegek. 
A januári középhőmérséklet –34–40 °C, egyes alacsonyan fekvő részeken –60 °C is előfordul. A nyár rövid és hűvös, gyakran nyáron is fagy és havazik. A júliusi középhőmérséklet 3 °C (a magas hegyekben) és 13–14 °C között váltakozik, az utóbbi értékek inkább a völgyekre jellemzők. A fagymentes napok száma 40–90 között van. A csapadék évi mennyisége térségenként is nagyon eltérő; a völgyekben 300 mm vagy még kevesebb, a hegyekben 500–700 mm lehet.
Az egész területre kiterjed az állandóan fagyott altalaj (permafroszt).

## Folyók
A Cserszkij-hegyláncot hosszú szakaszán átszelő Ingyigirka, valamint több jobb oldali mellékfolyója (Hasztah, Tarin-Jurjah) keskeny, mély szurdokokban töri át magát a hegyeken. Középső szakaszának legnagyobb mellékfolyói a Moma–Szelennyah-medencében széles, néhol mocsaras völgyben folynak: a Moma az azonos nevű hegység folyóvizeit, a Szelennyah az északi hegységek vizeit gyűjti össze. A hegylánc nyugati felén ered és folyik a 715 km hosszú Adicsa (a Jana nagy mellékfolyója) és annak több jobb oldali mellékfolyója (Tuosztah, Csarki).
A folyók a zord téli éghajlat következtében több mint fél évre befagynak, a kisebb folyók gyakran fenékig. A Cserszkij-hegylánc legmagasabb hegyeiről, elsősorban az Ulahan-Csisztaj csúcsairól számos kisebb gleccser ereszkedik alá.
A Moma középső folyásának vízgyűjtő területéből több mint 2 millió hektárnyi részt 1996-ban természeti parknak nyilvánítottak (Momszkij prirodnij park; jakut nyelven: Aan Ajilga, Аан Айылга). Területe a környező hegyvidék jelentős részére kiterjed és magában foglalja Jakutföld legmagasabb pontját, a Pobeda-hegyet is.